# Phrudocentra tanystys
Phrudocentra tanystys là một loài bướm đêm trong họ Geometridae.